# Dolores Johnson Sastre
Dolores Johnson Sastre   (València, 1969), també coneguda com a Lola Johnson, és una política i periodista valenciana. Ha estat consellera de la Generalitat Valenciana als governs del Partit Popular (PP) dels president Francisco Camps i Alberto Fabra. El 22 de maig de 2014 és imputada pels presumptes delictes d'apropiació indeguda, administració deslleial i malversació de cabals públics, al cas que investiga el forat de 1.300 milions d'euros a Radiotelevisió Valenciana.

## Biografia
De mare valenciana i pare equatoguineà, Johnson va nàixer a València. Llicenciada en Dret per la Universitat de València, va treballar en l'àmbit de la comunicació. El 1994, presenta un programa a Canal 9, En primera persona, amb escàs èxit i continuïtat.
Dos anys després recala a l'Aitana, els informatius de la desconnexió valenciana de RTVE. Ací va exercir de dona del temps i de redactora fins a arribar a ocupar el lloc de presentadora del noticiari. El 2002 esdevé directora d'un canal de televisió d'Alacant, Canal 37, així com la seua productora annexa, un ambiciós projecte que aspirava convertir-se en un holding mediàtic regional.
Arribada a Radiotelevisió Valenciana
L'any 2004, amb l'arribada de Francisco Camps al capdavant de la Generalitat, Lola Johnson va retornar a València en ser nomenada directora de Punt 2, el segon canal de la televisió pública valenciana. En aquesta època combina la direcció amb la presentació del programa cultural Encontres, emès pel mateix Punt 2.
La tardor de 2007, després de la reelecció de Camps, és nomenada directora d'Informatius de RTVV, en substitució de Lluis Motes. Ocupava aquest càrrec quan esclatà l'afer Gürtel. Dos anys després, al novembre de 2009, puja un esglaó més i és nomenada directora de Televisió Valenciana, que aplega els diferents canals televisius de l'ens públic. Abandona RTVV deixant Canal 9 amb els mínims històrics d'audiència, quan, a juny de 2011, dona el salt a la política com a Consellera de Turisme, Cultura i Esport i Portaveu del Consell, governat pel Partit Popular de la Comunitat Valenciana.
Consellera de Turisme, Cultura i Esport
El president Camps la nomenà Consellera de Turisme, Cultura i Esport, a la vegada que Portaveu del Consell a l'inici de la VIII Legislatura. Un mes més tard, quan dimití Camps, el nou president Alberto Fabra la confirmà com a consellera i portaveu però amb la remodelació del consell de desembre de 2011 cedí la responsabilitat de Portaveu en favor de José Císcar. Al 7 de desembre s'anuncia la seua destitució com a consellera pel president Fabra.

## Corrupció
El 22 de maig de 2014 fou imputada pels presumptes delictes d'apropiació indeguda, administració deslleial i malversació de cabals públics en admetre's a tràmit la demanda del grup Compromís. Eixa mateixa vesprada, Dolores Johnson dimití del seu càrrec.